# 男澤直樹
男澤 直樹（おざわ なおき、1998年12月5日 - ）は、日本の歌手である。所属事務所はライジングプロダクション。福岡県出身。身長170cmで、特技は楽曲制作。

## 来歴
- 2019年、JO1が誕生した「PRODUCE 101 JAPAN」に出演。ポジションバトルでボーカル部門1位を獲得。[1]
- 2020年、舞台「超青春合唱コメディ『SING!』-2020-」(ヒューリックホール東京)に出演。主演を務め、俳優としてデビュー。[2][3]
- 2021年、ボーイズグループオーディションTHE FIRSTに出演。同年6月19日、ライジングプロダクションとの契約を発表。[4]
- 2022年8月3日、RISING RECORDSより配信シングル「Behind the moonlight」でデビュー。男澤自身が詞曲を手掛ける。日本テレビ系列「スッキリ」の2022年8月度テーマ曲としてタイアップされる。[5]

## 人物
- IKKO、桃井かおりのモノマネが得意である。
- 顔がマライア・キャリー に似ている。

## ディスコグラフィ

### シングル・配信シングル
|   | タイトル                        | 発売日    | 備考                                              |
| 1 | Behind the moonlight            | 2022.8.3  | 1st配信シングル。2023年にパッケージでも発売された |
| 2 | Behind the moonlight/ Butterfly | 2023.7.19 | 両A面シングル。『Butterfly』が2ndシングル         |
| 3 | Dance the night away            | 2024.6.19 | 3rd配信シングル                                   |
| 4 | Break me down                   | 2024.7.17 | 4th配信シングル                                   |

## 出演

### ラジオ
- Active Life (2024年4月5日 - 、K-MIX)[6]